# Polymerus unifasciatus
Polymerus unifasciatus is een wants uit de familie van de blindwantsen (Miridae). De soort werd het eerst wetenschappelijk beschreven door Odo Reuter in 1907.

## Uiterlijk
Polymerus unifasciatus is macropteer (langvleugelig) en kan 5,5 tot 7 mm lang worden. Het lichaam is bedekt met goudglanzende, schubachtige haartjes afgewisseld met zwarte haartjes. De wants heeft een zwarte kop en een zwart halsschild met vaak een gele achterrand. Het gebied rond het scutellum is zwart en het scutellum zelf ook, met uitzondering van een geelrode punt. Het middenstuk van de vleugels is geel met een zwarte vlek. Het uiteinde van het verharde deel van de voorvleugels is geel of rood met aan de buitenkant een zwarte vlek. Het doorzichtige deel van de voorvleugels is bruin. Van de pootjes zijn de dijen geel of roodbruin met donkere ringen of vlekken en de schenen bruin aan het begin en zwart aan het einde. De antennes hebben een roodbruin eerste en tweede segment. De antennes zijn vanaf de top van het tweede segment tot het einde donker gekleurd.

## Leefwijze
De wants leeft op diverse walstro soorten. De volwassen dieren kunnen van juni tot september vooral gevonden worden in heidegebieden en duinen op glad walstro (Galium mollugo) en geel walstro (Galium verum), maar ook op noords walstro (Galium boreale) en liggend walstro (Galium saxatile). Het eitje dat aan het eind van het seizoen op de waardplant is gelegd, komt na de winter uit. Er is een enkele generatie per jaar.

## Leefgebied
De soort is in Nederland vrij algemeen in de duinen, maar verder zeldzaam. Het verspreidingsgebied is Holarctisch, van Europa tot in Noord-Afrika, Azië en Noord-Amerika.